# WWIII
WWIII es un álbum de KMFDM, lanzado por Metropolis Records y Sanctuary Records el 23 de septiembre de 2003.
Esta es la única publicación de KMFDM en Sanctuary Records. Líricamente, el álbum es muy político. Las canciones atacan principalmente al presidente George W. Bush, varias guerras de Estados Unidos en el Medio Oriente, y la política exterior de Estados Unidos. La última pista, "Intro", presenta a los miembros de la banda. Fue grabado en Seattle, Washington.

## Lista de canciones
Todas las canciones escritas y compuestas por Lucia Cifarelli, Jules Hodgson, Sascha Konietzko, and Andy Selway unless otherwise noted. 
| N.º | Título                                                             | Duración |  |
| 1.  | «WWIII»                                                            | 4:58     |  |
| 2.  | «From Here on Out»                                                 | 4:03     |  |
| 3.  | «Blackball» (Cifarelli, Hodgson, Konietzko, Selway, Raymond Watts) | 5:11     |  |
| 4.  | «Jihad»                                                            | 3:22     |  |
| 5.  | «Last Things»                                                      | 5:05     |  |
| 6.  | «Pity for the Pious» (Hodgson, Konietzko, Selway, Watts)           | 5:51     |  |
| 7.  | «Stars & Stripes»                                                  | 4:00     |  |
| 8.  | «Bullets, Bombs & Bigotry» (Hodgson, Konietzko, Selway, Watts)     | 4:19     |  |
| 9.  | «Moron»                                                            | 5:05     |  |
| 10. | «Revenge» (Hodgson, Konietzko, Selway, Watts)                      | 5:08     |  |
| 11. | «Intro» (Hodgson, Konietzko, Selway)                               | 4:36     |  |

- Datos: Q1117837